# Taiaçu
Taiaçu é um município brasileiro do estado de São Paulo. Sua população estimada em 2004 era de 5.929 habitantes.

## Toponímia
Tayassu é uma palavra indígena que significa "Queixada", um tipo de porco-do-mato, sendo que na lei 363, que elevou Monte Alto a município, consta a existência da "Fazenda Queixada", limite a sudeste daquele território e que pode corresponder ao local atual de Taiaçu. O nome vem da junção de “tãi” (“dente”) e “assú” (“grande”), o que, na língua tupi,  é atribuída ao porco-do-mato.

## História
Taiaçu foi fundado em 19 de Março de 1886. Antigo São José do Paraíso, elevado à condição de Distrito de Paz em 1903, com o nome de Tayassú. Em 30 de dezembro de 1953 foi elevado a Município alterando também a grafia de seu nome para Taiaçu.
É o antigo Distrito do Município de Jaboticabal. Foi fundado por Antônio Zeferino Gonçalves, José Belizário Vieira, Ezequiel Alves Santana e José Gabriel da Fonseca, que aqui possuíram propriedades e mais tarde, foram doadas para que a cidade fosse povoada.
São José do Paraíso, cuja origem herdou, devido ao refúgio de moradores vindos de Jaboticabal durante epidemia de febre amarela, instalando-se no "Carrascal", como era conhecido. Hoje, Bairro São Benedito.
Considerado Distrito de Paz pela lei 873, de 9 de Setembro de 1903, com o nome Tayassu, e foi instalado em 9 de dezembro do mesmo ano.
A Lei nº 2.456 de 30 de dezembro de 1.953, elevou a município composto de um só distrito, pertencente à Comarca de Jaboticabal (61ª Zona Eleitoral) alterando também, a grafia de seu nome para Taiaçu.

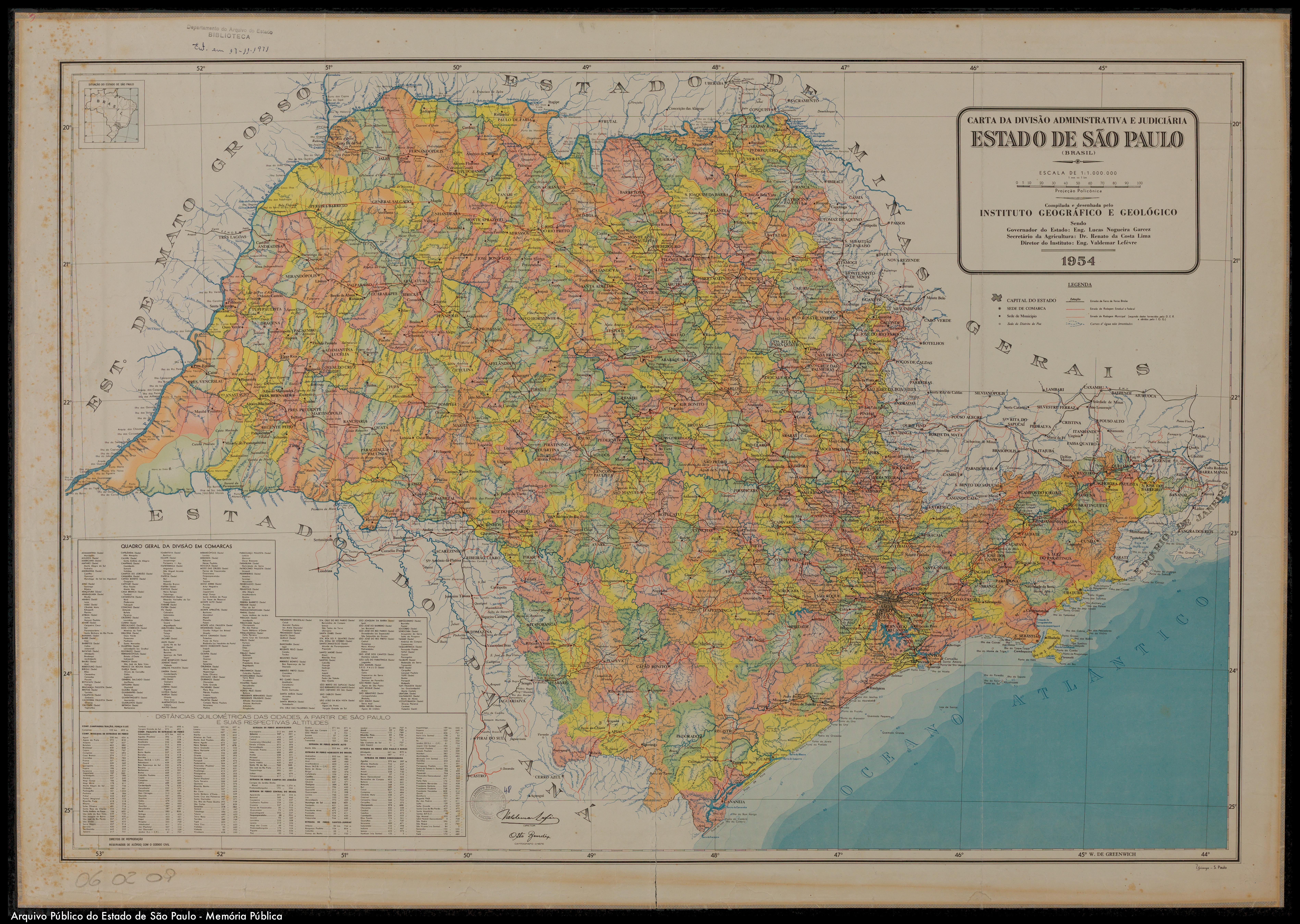
Estado de São Paulo (1953).

## Geografia
Localiza-se a uma latitude 21º08'40" sul e a uma longitude 48º30'45" oeste, estando a uma altitude de 565 metros.

### Hidrografia
- Rio Turvo
- Rio Tabarana
- Córrego São José

### Rodovias
- SP-326

## Demografia

### População
| Crescimento populacional                             | Crescimento populacional | Crescimento populacional | Crescimento populacional |
| Ano                                                  | População Total          |                          | %±                       |
| ---------------------------------------------------- | ------------------------ | ------------------------ | ------------------------ |
| 1958                                                 | 2 748                    |                          | —                        |
| 1960                                                 | 2 836                    |                          | 3,2%                     |
| 1970                                                 | 2 935                    |                          | 3,5%                     |
| 1980                                                 | 3 508                    |                          | 19,5%                    |
| 1991                                                 | 5 015                    |                          | 43,0%                    |
| 2000                                                 | 5 619                    |                          | 12,0%                    |
| 2010                                                 | 5 894                    |                          | 4,9%                     |
| 2022                                                 | 5 677                    |                          | −3,7%                    |
| Est. 2024                                            | 5 751                    | [ 7 ]                    | 1,3%                     |
| Fontes: Censos Demográficos IBGE e Estimativas SEADE |                          |                          |                          |

## Infraestrutura

### Comunicações
O sistema de telefones automáticos foi inaugurado na cidade em 1982 pela Telecomunicações de São Paulo (TELESP), que também implantou o sistema de discagem direta à distância (DDD) em 1982 com o código de área (0163).
Na década de 90 o código DDD da cidade foi alterado para (016), para padronização do sistema telefônico com a telefonia celular que estava sendo implantada em todo o estado.

## Cultura e lazer

### Festas
Carnaval (fevereiro), Festa do Peão de Boiadeiro e aniversário do município (março), Festa do Padroeiro São José (abril a maio), Juninão (junho), Quermesse na Água Quente (Setembro).

## Pessoas ilustres
- Maria Helena de Moura Neves (1931-2022) - linguista, gramática, pesquisadora e professora universitária brasileira.

## Religião
O Cristianismo se faz presente na cidade da seguinte forma:

### Igreja Católica
- A igreja faz parte da Diocese de Jaboticabal.[14]

### Igrejas Evangélicas
Entre as igrejas protestantes históricas, pentecostais e neopentecostais, encontram-se na cidade:
- Assembleia de Deus Ministério do Belém.[16][17]
- Congregação Cristã no Brasil.[18]